# Episodi di Lois & Clark - Le nuove avventure di Superman (seconda stagione)
La seconda stagione della serie televisiva Lois & Clark - Le nuove avventure di Superman è stata trasmessa negli Stati Uniti dal 18 settembre 1994 al 21 maggio 1995 ed è composta da 22 episodi.
| nº | Titolo originale          | Titolo italiano             | Prima TV USA      | Prima TV Italia |
| -- | ------------------------- | --------------------------- | ----------------- | --------------- |
| 1  | Madame Ex                 | La vendetta di una ex       | 18 settembre 1994 | 1996            |
| 2  | Wall of Sound             | Il muro del suono           | 25 settembre 1994 | 1996            |
| 3  | The Source                | La fonte                    | 2 ottobre 1994    | 1996            |
| 4  | The Prankster             | Un killer per Lois          | 9 ottobre 1994    | 1996            |
| 5  | Church of Metropolis      | Paura nel quartiere         | 23 ottobre 1994   | 1996            |
| 6  | Operation Blackout        | Operazione Blackout         | 30 ottobre 1994   | 1996            |
| 7  | That Old Gang of Mine     | La vecchia gang             | 13 novembre 1994  | 1996            |
| 8  | A Bolt from the Blue      | Un fulmine dal cielo        | 20 novembre 1994  | 1996            |
| 9  | Season's Greedings        | Il topastro spaziale        | 4 dicembre 1994   | 1996            |
| 10 | Metallo                   | Cyborg                      | 1º gennaio 1995   | 1996            |
| 11 | Chi of Steel              | Il cuore del drago          | 8 gennaio 1995    | 1996            |
| 12 | The Eyes Have It          | Una luce per sapere         | 22 gennaio 1995   | 1996            |
| 13 | The Phoenix               | L'Araba Fenice              | 12 febbraio 1995  | 1996            |
| 14 | Top Copy                  | Top Copy                    | 19 febbraio 1995  | 1996            |
| 15 | Return of the Prankster   | Il ritorno del Burlone      | 26 febbraio 1995  | 1996            |
| 16 | Lucky Leon                | Lucky Leon                  | 12 marzo 1995     | 1996            |
| 17 | Resurrection              | Virus Alfa                  | 19 marzo 1995     | 1996            |
| 18 | Tempus Fugitive           | Un salto nel passato        | 26 marzo 1995     | 1996            |
| 19 | Target: Jimmy Olsen       | Progetto Walhalla           | 2 aprile 1995     | 1996            |
| 20 | Individual Responsibility | Una psichiatra per Superman | 16 aprile 1995    | 1996            |
| 21 | Whine, Whine, Whine       | Processo a Superman         | 14 maggio 1995    | 1996            |
| 22 | An the Answer Is...       | Il risveglio di Lois        | 21 maggio 1995    | 1996            |

## La vendetta di una ex
- Titolo originale: Madame Ex
- Diretto da: Randall Zisk
- Scritto da: Tony Blake e Paul Jackson

### Trama
Lex Luthor è finito, ma la malattia persiste. La sua vendicativa ex moglie utilizza psicologia, chirurgia plastica – e kryptonite – in un complicato complotto per sconfiggere Lois Lane e Clark Kent.
- Guest star: Denise Crosby (dott.sa Gretchen Kelly).
- Altri interpreti: Emma Samms (Arianna Carlin), Julie Araskog (Sandy Martin), Earl Boen (dott. Heller).

## Il muro del suono
- Titolo originale: Wall of Sound
- Diretto da: Alan J. Levi
- Scritto da: John McNamara

### Trama
Un imbroglione sviluppa un'arma sonora che stordisce i cittadini e ha messo a punto persino una frequenza speciale per Superman.
- Altri interpreti: Richard Balin (dott. Green), Scott Colomby (dott. Derek Camden), Cory Everson (prima amazzone), Erika Andersch (seconda amazzone).

## La fonte
- Titolo originale: The Source
- Diretto da: John T. Kretchmer
- Scritto da: Tony Blake e Paul Jackson

### Trama
Un timido appassionato di tecnologia denuncia un caso di corruzione aziendale. Lois si occupa della storia, poi finisce nei pasticci quando non riesce a proteggere il suo informatore dai picchiatori dell'azienda.
- Altri interpreti: Tim Grimm (Eric Thorp), Barry Livingston (Sheldon Bender), Jeffrey Joseph (Oliver).

## Un killer per Lois
- Titolo originale: The Prankster
- Diretto da: James Hayman
- Scritto da: Grant Rosenberg

### Trama
Lois accetta una serie di regali dotati di congegno esplosivo. Il mittente: un genio del male che ha trascorso cinque anni in carcere, grazie alle inchieste giornalistiche di Lois.

## Paura nel quartiere
- Titolo originale: Church of Metropolis
- Diretto da: Robert Singer
- Scritto da: John McNamara

### Trama
L'imprenditore Bill Church ingaggia teppisti locali per terrorizzare i tranquilli abitanti del quartiere. Lo scopo è quello di acquistare proprietà immobiliari a prezzi stracciati dove poi aprire i suoi supermercati.

## Operazione Blackout
- Titolo originale: Operation Blackout
- Diretto da: Michaek Watkins
- Scritto da: Kate Boutilier

### Trama
Lois e Clark si mettono alla ricerca del responsabile (e del motivo) del black out che ha colpito la città mentre al Daily Planet si dannano tutti l'anima per mandare in stampa il giornale senza l'ausilio della tecnologia.

## La vecchia gang
- Titolo originale: That Old Gang of Mine
- Diretto da: Lorraine Senna Ferrara
- Scritto da: Gene Miller e Karen Kavner

### Trama
Uno scienziato incauto manipola il DNA per rigenerare gangster degli anni trenta, compreso Al Capone, che decide che gli piacerebbe comandare a Metropolis come aveva fatto a Chicago.

## Un fulmine dal cielo
- Titolo originale: A Bolt from the Blue
- Diretto da: Philip J. Sgriccia
- Scritto da: Kathy McCormick

### Trama
Colpito da un fulmine, uno sfortunato personaggio si ritrova con le stesse capacità di Superman. Indossato un costume rosso e un mantello azzurro, l'uomo entra con i suoi nuovi superpoteri nella cerchia dei supereroi, ma compie le sue azioni a pagamento.
- Guest star: Denise Crosby (dott.sa Gretchen Kelly).
- Altri interpreti: Leslie Jordan (William Wallace Webster Waldecker), Delaune Michel (Allegra), Jean Sincere (Distraught woman).

## Il topastro spaziale
- Titolo originale: Season's Greedings
- Diretto da: Randall Zisk
- Scritto da: Dean Cain

### Trama
Un costruttore di giocattoli amareggiato dopo il licenziamento mette a punto un giocattolo sinistro che in prossimità del Natale trasforma i generosi cittadini di Metropolis in avidi e infantili arraffa-giocattoli.
- Guest star: Sherman Hemsley (mr. Schott/Giocattolaio), Dick Van Patten (uomo di fatica dell'orfanotrofio/Babbo Natale).
- Altri interpreti: Isabel Sanford (sig.ra Duffy), Denise Richards (Angela), Dom Irrera (Harry).

## Cyborg
- Titolo originale: Metallo
- Diretto da: James R. Bagdonas
- Scritto da: Tony Blake, Paul Jackson e James Crocker

### Trama
Alcuni scienziati trasformano il nuovo fidanzato di Lucy Lane, un perdente con la fedina penale non proprio intonsa, in un criminale cyborg. Sembra un lavoro per Superman, se non fosse che il cyborg è alimentato a kryptonite.
- Altri interpreti: Christian Clemenson (Rollie Vale), Scott Valentine (Johnny Corben/Metallo), Wally Crowder (agente), Frederick Dawson (agente), Marla Frees (Diane).

## Il cuore del drago
- Titolo originale: Chi of Steel
- Diretto da: James Hayman
- Scritto da: Hilary Bader

### Trama
Chi, un misterioso guerriero, ruba i risparmi di una vita di Perry White, portando Lois e Clark a scontrarsi con un'azienda che sfrutta la manodopera cinese immigrata.

## Una luce per sapere
- Titolo originale: The Eyes Have It
- Diretto da: Bill D'Elia
- Scritto da: Kathy McCormick e Grant Rosenberg

### Trama
Un optometrista malintenzionato sviluppa un dispositivo a raggi ultravioletti che toglie a Superman la vista. Poi Lois viene sequestrata e Superman si sente impossibilitato ad aiutarla.

## L'Araba Fenice
- Titolo originale: The Phoenix
- Diretto da: Philip J. Sgriccia
- Scritto da: Tony Blake e Paul Jackson

### Trama
Con un piccolo aiuto degli amici, Lex Luthor ritorna dal regno dei morti. Ma vuole qualcosa di più della vita, molto di più: ricchezza, potere e l'ex-promessa sposa Lois Lane.

## Top Copy
- Titolo originale: Top Copy
- Diretto da: Randall Zisk
- Scritto da: John McNamara

### Trama
Un arrogante giornalista televisivo, che è anche un killer per la Intergang, scopre l'identità segreta di Clark Kent e la rivela su una rete TV nazionale.
- Guest star: Raquel Welch (Diana Stride), Robert Culp (mister Darryl).

## Il ritorno del Burlone
- Titolo originale: Return of the Prankster
- Diretto da: Philip J. Sgriccia
- Scritto da: Grant Rosenberg

### Trama
Il Burlone, armato di un raggio che congela temporaneamente le persone, evade dalla prigione. Il suo piano diabolico: rapire il presidente degli Stati Uniti d'America e chiedere un riscatto.

## Lucky Leon
- Titolo originale: Lucky Leon
- Diretto da: Jim Pohl
- Scritto da: Chris Ruppenthal

### Trama
Jimmy viene arrestato per omicidio, Superman è accusato di rubare testate nucleari e un procuratore distrettuale aggiunto scopre l'identità segreta di Clark Kent. Ma ecco la grande notizia: Lois e Clark si danno un primo appuntamento e un primo bacio. Il procuratore distrettuale aggiunto Mayson Drake muore vittima di un attentato.
- Guest star: Robert Culp (mister Darryl).

## Virus Alfa
- Titolo originale: Resurrection
- Diretto da: Joseph L. Scanlan
- Scritto da: Gene Miller e Karen Kavner

### Trama
Sulle tracce dell'assassino di Mayson Drake, Lois e Clark s'imbattono in un sinistro complotto che coinvolge false morti, carcerati evasi e un avvenente agente governativo attratto da Lois.
- Guest star: Curtis Armstrong (Albie Swenson)

## Un salto nel passato
- Titolo originale: Tempus Fugitive
- Diretto da: James Bagdonas
- Scritto da: Jack Weinstein e Lee Hutson

### Trama
Shock dal futuro. H.G. Wells giunge a Metropolis grazie alla sua macchina del tempo e permette a Lois e Clark di dare un'occhiata al mondo sorprendente che sta per venire. Poi corrono indietro nel passato per salvare il Superman bambino da un pericoloso individuo in fuga dal futuro.

## Progetto Walhalla
- Titolo originale: Target: Jimmy Olsen
- Diretto da: David S. Jackson
- Scritto da: Tony Blake e Paul Jackson

### Trama
Jimmy Olsen viene trasformato in una macchina per uccidere, apparentemente in modo inspiegabile. Lois e Clark indagando scoprono che da piccolo gli è stato somministrato un virus artificiale, che adesso lo fa finire sotto il potere di malvagi che lo trasformano in un assassino controllandone la mente.

## Una psichiatra per Superman
- Titolo originale: Individual Responsibility
- Diretto da: Alan J. Levi
- Scritto da: Chris Ruppenthal e Grant Rosenberg

### Trama
L'Intergang rapisce Perry White e sta per acquistare il Daily Planet. Ma tutto quello che Superman riesce a esprimere è apatia: della kryptonite rossa scoperta di recente ha indebolito la volontà dell'Uomo d'Acciaio.

## Processo a Superman
- Titolo originale: Whine, Whine, Whine
- Diretto da: Michael Watkins
- Scritto da: Kathy McCormick e John McNamara

### Trama
Dura la vita dei supereroi... Superman lo capisce una volta di più quando un uomo che ha salvato gli intenta una causa. Nel frattempo, indispettita e delusa dalle ripetute "sparizioni" di Clark, Lois si mostra interessata all'agente Scardino.

## Il risveglio di Lois
- Titolo originale: And the Answer Is...
- Diretto da: Alan J. Levi
- Scritto da: Tony Blake e Paul Jackson

### Trama
Un criminale sequestra Jonathan e Martha Kent e Lois rischia la vita per salvarli. Chiusa questa tribolata vicenda, Clark si rende conto dell'amore che prova per Lois e le chiede finalmente «Vuoi sposarmi?». 